# Biblioteca Central do Estado da Bahia
A Biblioteca Central do Estado da Bahia (BCEB), anteriormente Biblioteca Pública do Estado da Bahia e também conhecida como Biblioteca dos Barris, é uma biblioteca pública que funciona no bairro dos Barris, em Salvador, capital do estado brasileiro da Bahia. Foi fundada em 13 de maio de 1811 e é referida como a primeira biblioteca pública da América Latina. Seu acervo é composto por 600 mil arquivos, dos quais mais de 150 mil são livros, e está distribuído entre nove seções (Braille, Infantil, Pesquisa/Referência, Empréstimo, Periódicos, Obras Raras e Valiosas, Documentação Baiana, Artes e Audiovisual), segundo informações de 2018.
Fazem parte das suas instalações duas salas de cinema (Walter da Silveira e Alexandre Robato), a galeria Pierre Verger, o Teatro Espaço Xisto, uma biblioteca infantil e a sede da Diretoria de Imagem e Som da Bahia.

## História
O coronel Pedro Gomes Ferrão Castelo Branco (morador que deu nome ao Solar Ferrão) idealizou a criação da biblioteca, cuja autorização para criação veio com o documento assinado em 13 de maio de 1811 por dom Marcos de Noronha e Brito, o VIII Conde dos Arcos. No mesmo ano, foi aberta ao público com cerca de 3 mil livros e seis funcionários no dia 4 de agosto. Desse ano até 1900, quando se encontrava sob a direção de José de Oliveira Campos, ela funcionou na antiga livraria da Igreja dos Jesuítas (posterior Catedral Basílica de Salvador). Foi transferida para mais quatro sedes até ser instalada no prédio da rua General Labatut, nos Barris, em 1970. 